# Witbandtachuri
De witbandtachuri (Mecocerculus stictopterus) is een zangvogel uit de familie Tyrannidae (tirannen).

## Verspreiding en leefgebied
Deze soort komt voor van Venezuela tot Bolivia en telt drie ondersoorten:
- M. s. albocaudatus: noordwestelijk Venezuela.
- M. s. stictopterus: Colombia, Ecuador en noordelijk Peru.
- M. s. taeniopterus: zuidoostelijk Peru en westelijk Bolivia.

## Status
De grootte van de populatie is niet gekwantificeerd maar de soort wordt omschreven als algemeen. Op de Rode lijst van de IUCN heeft deze soort de status niet bedreigd.